# Горобівка
Горобі́вка — село в Україні, у Річківській сільській громаді Сумського району Сумської області. Населення становить 396 осіб. До 2018 орган місцевого самоврядування — Горобівська сільська рада.

## Географія
Село Горобівка розташоване на правому березі річки Вир, вище за течією на відстані 1.5 км розташоване село Кравченкове, нижче за течією примикає село Біловишневе, на протилежному березі — села Зарічне та Безсокирне.
Річка у цьому місці звивиста, утворює лимани, стариці та заболочені озера.
Поруч пролягає автомобільний шлях Т 1908.

## Історія
- Село засноване в середині XIX ст.
- 12 червня 2020 року, відповідно до Розпорядження Кабінету Міністрів України № 723-р «Про визначення адміністративних центрів та затвердження територій територіальних громад Сумської області» увійшло до складу Річківської сільської громади.[1] 19 липня 2020 року, в результаті адміністративно-територіальної реформи та ліквідації  Білопільського району, село увійшло до складу новоутвореного Сумського району[2].
- Історія зруйнованої церкви. У другій половині XVIII століття в селі Горобівка була побудована дерев'яна церква святого Георгія Змієборця, яка зазнала перебудови у 1860 році. На кошти парафіян у 1865 році було споруджено однопрестольну муровану Георгіївську церкву. При цьому храмі діяла церковнопарафіяльна школа. До парафії входили села: Дудченки, Максимівщина, Горобівка, Безсокирне, Біловишневе, Штанівка, Зарічне, Омельченки та хутір Троїцький. Служби в храмі правилися до 1938 року. В 1938—1930 роках колгосп «Червоний партизан» переобладнав церкву під клуб. Під час німецької окупації, у 1941—1943 роках служби в храмі були відновлені. Є відомості, що храм діяв включно до 1961 року, а потім правління колгоспу знову повернуло споруду у розпорядження клубу. У червні 1985 року церкву підірвали.[3]
- Село постраждало внаслідок геноциду українського народу, проведеного урядом СССР 1932—1933 та 1946–1947 роках.
- 31 травня 2025 року Начальник Сумської ОВА Олег Григоров підписав розпорядження про обов’язкову евакуацію жителів 11 населених пунктів Сумського району: Горобівка, Штанівка, Воронівка, Янченки, Цимбалівка, Шкуратівка, Кровне, Миколаївка, Руднівка, Спаське, Капітанівка[4].

## Населення
Згідно з переписом УРСР 1989 року чисельність наявного населення села становила 506 осіб, з яких 227 чоловіків та 279 жінок.
За переписом населення України 2001 року в селі мешкало 395 осіб.

### Мова
Розподіл населення за рідною мовою за даними перепису 2001 року:
| Мова       | Відсоток |
| ---------- | -------- |
| українська | 94,19 %  |
| російська  | 3,79 %   |
| білоруська | 0,25 %   |
| молдовська | 0,25 %   |
| інші       | 1,52 %   |

## Економіка
- Молочно-товарна ферма.
- Садовий коператив «Жолобок».
- КСП «Вир».

## Уродженці села
- Василинюк Валентина Михайлівна (*1940, с. Горбівка Білопольського району — †1996, м. Чернівці) — новатор виробництва, кавалер ордена Леніна. Після закінчення школи доля привела її на Буковину. Працювала на Чернівецькому гумовзуттєвому заводі, де освоїла всі операції технологічного процесу виготовлення клеєного взуття, здобула професію швачки-мотористки, працювала бригадиром. Нагороджена орденами: Леніна, Трудового Червоного Прапора, Жовтневої революції. Вона номінант енциклопедичного видання «Вони прославили Буковину». — Чернівці: Черемош, 2010. — С. 297. — ISBN 978-966-181-049-4.
- Дунь Валентин Степанович (1931—2008) — заслужений працівник сільського господарства України.